# Maser astrofísico

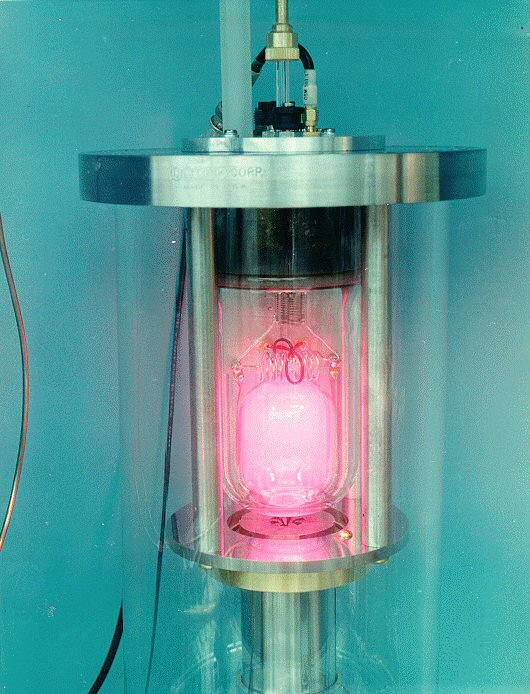
Maser de hidrogénio

Maser é a sigla de Microwave Amplification by Stimulated Emission of Radiation que é uma amplificação de microondas por emissão estimulada de radiação.

## Princípio
O princípio físico por trás deste fenómeno é a emissão estimulada: sob certas condições, um fóton atinge um átomo excitado e provoca a emissão de um fóton. O átomo emite dois fótons: o fóton estimulador, que passa incólume, e o fóton estimulado, que tem o mesmo comprimento de onda, a mesma fase, a mesma polarização e a mesma direcção de propagação que o fotão estimulador. Se cada um destes fótons estimular mais átomos, o feixe inicial de fótons é assim amplificado. O primeiro Maser de laboratório foi construído em 1953.
A radiação electromagnética, ou luz, pode ser considerada como composta por partículas (os fótons) ou ondas. As suas propriedades dependem do comprimento de onda: ondas ou fótons com comprimentos de onda mais longos traduzem radiação menos energética. A radiação electromagnética, ou luz, é usualmente descrita como um conjunto de bandas (faixas) de radiação, como por exemplo o infravermelho, o rádio ou os raios-X. de comprimento de onda
A emissão estimulada é a emissão de radiação por um átomo ao ser bombardeado por radiação. Um fóton, com energia E, atinge um átomo que tem um elétron num estado excitado de energia E; o átomo emite o fóton que o atingiu, mas emite um fóton adicional, devido ao elétron voltar ao estado fundamental. Os dois fótons têm a mesma direcção de propagação, a mesma frequência, a mesma fase e a mesma polarização. O conceito de emissão estimulada foi introduzido por A. Einstein em 1917 e está na base dos Lasers e dos Masers., que produz uma risca espectral, que pode ser brilhante - risca de emissão - ou uma escura - risca de absorção - num espectro de luz.
A emissão de radiação (no caso da risca de emissão), ou a absorção de radiação (no caso da risca de absorção), num determinado comprimento de onda, é causada por uma transição atómica ou molecular. O estudo das riscas espectrais permite caracterizar a composição química e as condições físicas do meio que as produz. brilhante e estreita, que pode ser utilizada para medir as propriedades do gás.

## Cósmico
Uma equipe de investigadores utilizou a rede de radiotelescópios MERLIN (Reino Unido) para estudar a região de formação de estrelas.
Uma estrela é um objecto celeste gasoso que gera energia no seu núcleo através de reacções de fusão nuclear. Para que tal possa suceder, é necessário que o objecto possua uma massa superior a 8% da massa do Sol. Existem vários tipos de estrelas, de acordo com as suas temperaturas efectivas, cores, idades e composição química.W3(OH). As observações revelaram enormes filamentos de gás que emitem Maser. O primeiro foi observado em 1965.de metanol (álcool metílico).
Os masers astronómicos encontram-se frequentemente em regiões de formação de estrelas (regiões compactas de H2) e consistem em gás interestelar. O gás interestelar é constituído pelos átomos, moléculas e iões (íons) de elementos químicos, ou substâncias, gasosas presentes no meio interestelar.que amplifica milhares de vezes a radiação electromagnética
Um dos masers interestelares mais brilhantes é o da molécula de metanol, a 6,7 GHz e é utilizado para estudar as regiões HII ultracompactas, onde ocorrem os primeiros estágios de formação de estrelas de grande massa.
W3(OH) já foi estudada anteriormente e já se conheciam masers "pontuais" do iãoião
Átomo ou molécula que perdeu ou ganhou um ou mais electrões.hidróxido (OH) nesta região. As novas observações com o MERLIN a 6,7 GHz revelaram cerca de 40 masers pontuais, alguns nunca antes observados, além de filamentos de larga escala. Estes filamentos de maser de metanol formam pontes entre os masers pontuais. Os maiores filamentos têm cerca de 460 mil milhões de quilómetros.
As observações mostram que toda a nuvem de gás parece estar a rodar como um disco à volta de uma estrela central, de forma semelhante aos discos de acreção.
Discos de acreção: Disco composto por gás e poeira interestelares que pode circundar buracos negros, estrelas de neutrões, variáveis cataclísmicas, ou estrelas em formação. nos quais se formam planetas.
Um planeta é um objecto que se forma no disco que circunda uma estrela em formação e cuja massa é superior à de Plutão (1/500 da massa da Terra) e inferior a 10 vezes a massa de Júpiter.
Ao contrário das estrelas, os planetas não produzem luz, apenas reflectem a luz da estrela que orbitam à volta de estrelas jovens. Os filamentos de maser ocorrem nas frentes das ondas de choque.
Uma onda de choque é uma variação brusca da pressão, temperatura e densidade de um fluido, que se desenvolve quando a velocidade de deslocação do fluido excede a velocidade de propagação do som, onde grandes regiões de gás estão em colisão.
Esta descoberta é importante porque contesta a ideia já aceite de que os masers só ocorrem em regiões pontuais, ou em pequenos pontos brilhantes rodeados por halos de emissão mais fraca. Esta é a primeira vez que os astrónomos conseguem obter uma imagem completa de toda a radiação à volta das fontes de maser.
A equipa estudou o movimento da região de formação de estrelas W3(OH) em 3 dimensões e mediu propriedades do gás como a temperatura, pressão e campo magnético.
O campo magnético é a região em torno de um corpo na qual é detectada uma força magnética. Os campos magnéticos actuam apenas em partículas electricamente carregadas. Campos magnéticos fracos são por exemplo gerados por efeito de dínamo no interior dos planetas e luas, enquanto que campos magnéticos mil milhões de vezes mais fortes podem ser gerados em estrelas e galáxias.
Os campos magnéticos são capazes de controlar o movimento de gás ionizado e até moldar a forma dos corpos por eles actuados. Esta informação é vital para testar teorias sobre a formação de estrelas de massa elevada.
O estudo do nascimento de estrelas, em particular as de massa elevada, é muito difícil porque os centros de formação de estrelas estão encobertos por poeira. A única radiação que pode escapar é em comprimentos de onda do rádio e é com radiotelescópios como os da rede MERLIN que se pode prescrutar estas regiões.
- Commons